# Teatro di Pompeo
Il Teatro di Pompeo (in latino Theatrum Pompeium) è stato il primo teatro di Roma costruito in muratura (theatrum marmoreum). Si trovava nella zona del Campo Marzio, oggi appartiene al rione di Parione. 

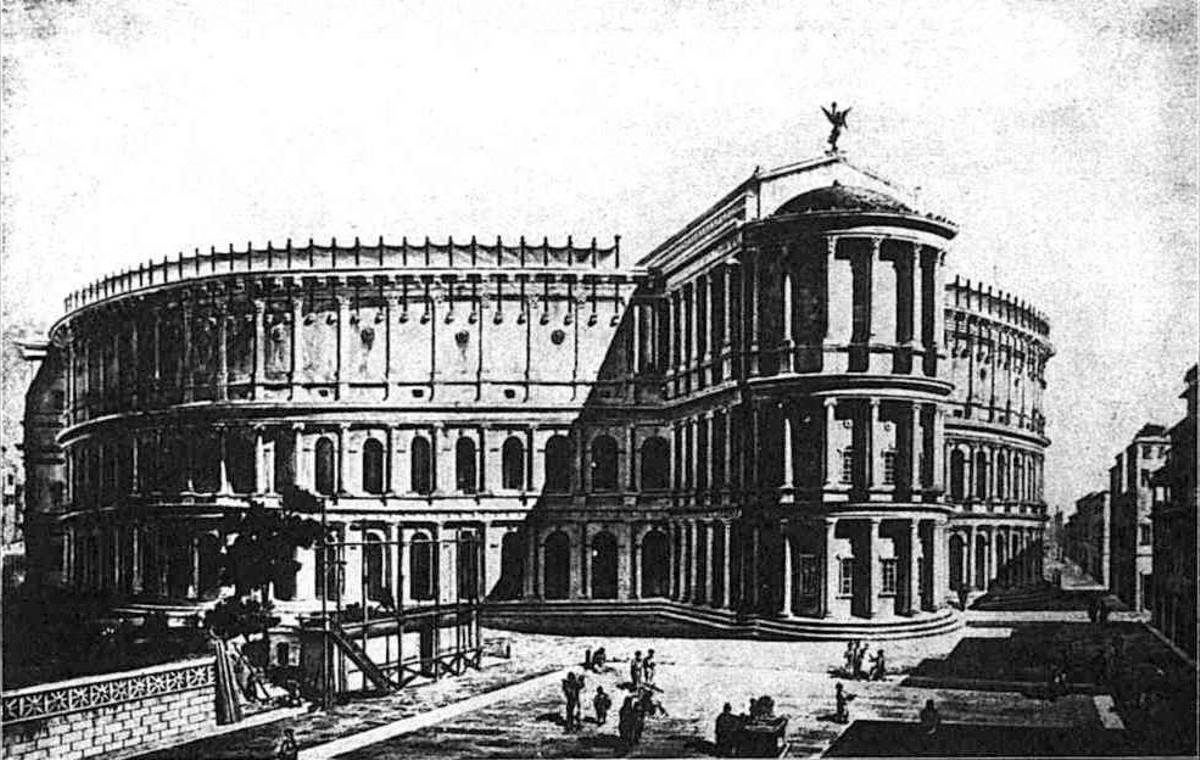
Ricostruzione dell'esterno del Teatro

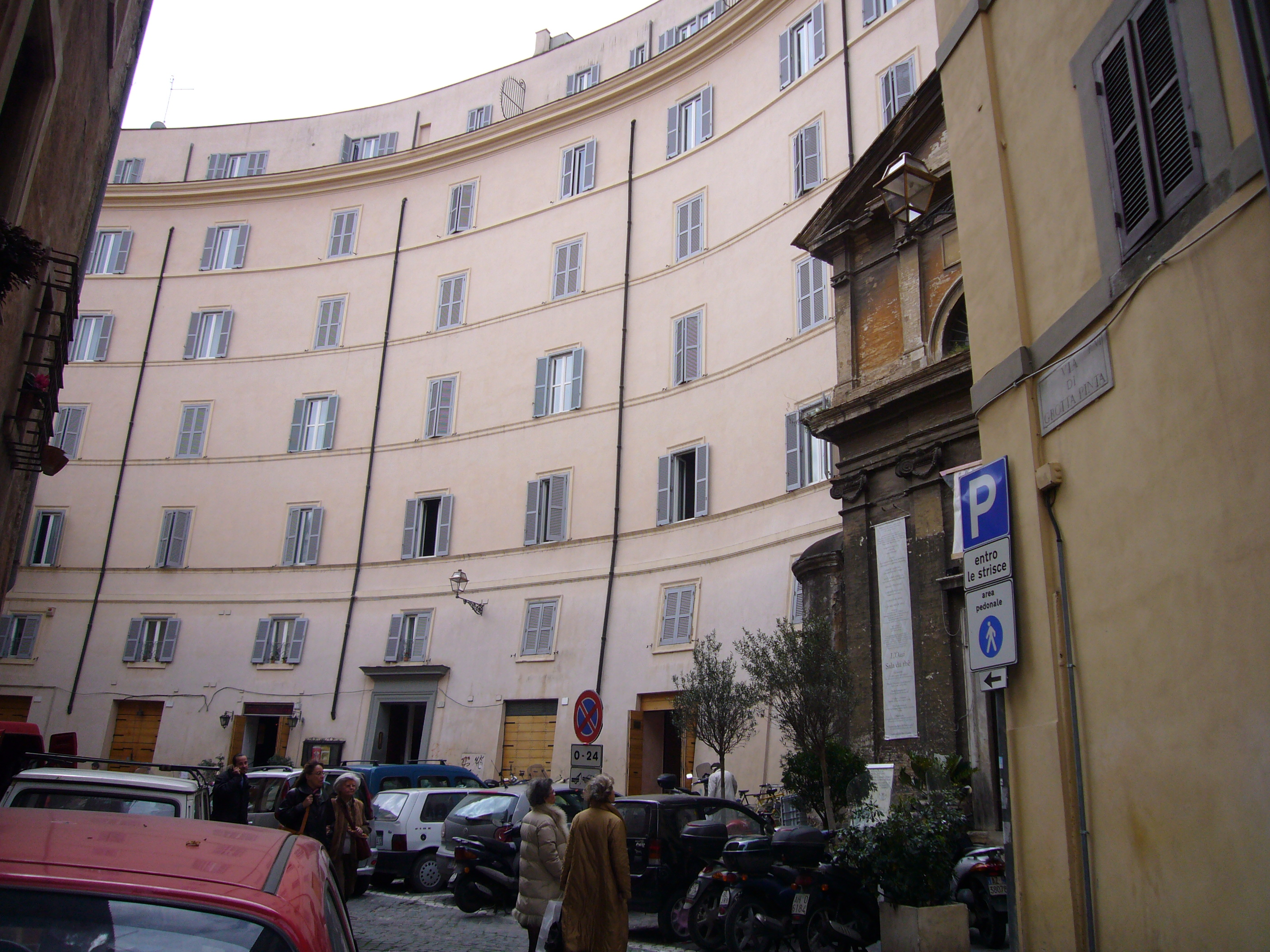
Via di Grottapinta: l'andamento curvilineo delle case ricalca quello della cavea del Teatro di Pompeo, su cui furono costruite in epoca medievale

## Descrizione
Fu eretto per volere del console Pompeo tra il 61, anno del terzo trionfo e il 55 a.C. anno del suo secondo consolato, e fu per Roma una innovazione straordinaria: la legge romana vietava infatti la costruzione di teatri in muratura, per mantenere il carattere religioso che il teatro possedeva dalla tradizione greca; teatri provvisori in legno venivano eretti soltanto in prossimità di luoghi di culto.
Pompeo, per portare al termine il suo progetto, costruì su un podio rialzato un tempio dedicato a Venere vincitrice la cui gradinata di accesso era costituita dall'intera cavea teatrale: in questo modo gli fu possibile aggirare il divieto del Senato. Aveva un diametro esterno di circa 150 m e disponeva di 17.500 posti a sedere, nei quali gli spettatori si distribuivano entrando dalle numerose arcate. La scena era decorata da tre ordini sovrapposti di colonne e il tutto era sormontato da una lunga tettoia sporgente per dirigere verso il pubblico i suoni e le voci degli attori.
Era arricchita da un monumentale quadriportico con colonne di granito (Hecatostylum) che si stendeva fino all'area sacra di largo Argentina. Qui, (all'incirca in corrispondenza dell'attuale Teatro Argentina) era la grande aula detta Curia Pompeii, dove si tenevano riunioni del Senato e dove Cesare fu pugnalato, ai piedi della statua monumentale del suo avversario. La statua, ritrovata nel XVI secolo, è oggi visibile a Palazzo Spada.
Benché Augusto avesse fatto murare la Curia come locus sceleratus, il teatro rimase in uso e venne restaurato dagli imperatori fino al V secolo (ancora al tempo del re goto Teodorico, un cancelliere di corte ricordava con parole piene di ammirazione il Teatro di Pompeo, ricco di marmi, sculture ed affreschi, con “caverne" coperte a volta con pietre pendenti collegate "in forme bellissime”).
Teatro e tempio furono più volte danneggiati da incendi.
Attorno al 22 d.C. subì un primo incendio: i restauri furono compiuti da Tiberio e Caligola e il teatro fu nuovamente dedicato da Claudio. In occasione della visita del re armeno Tiridate a Roma, Nerone fece dorare tutto l'edificio in un solo giorno.
Nell'incendio dell'80 d.C., che tra l'altro distrusse il Pantheon di Agrippa, fu nuovamente danneggiato; il restauro fu eseguito da Tito e Domiziano. Gli ultimi incendi, dopo i quali il teatro non fu più restaurato, avvennero sotto gli imperatori Filippo e Carino.
Nel Medioevo anche questo impianto divenne cava di materiali edilizi e fondamento di successivi edifici. Sulle rovine della cavea vennero edificate le dimore degli Orsini e la chiesa di Santa Barbara dei Librai.
Il profilo della cavea è ancora riconoscibile nelle vie di Grottapinta, per la parte interna, e nel percorso tra via del Biscione e via dei Giubbonari per la parte esterna. 
Resti delle murature e delle arcate del portico, oltre che inclusi nelle cantine degli edifici successivi, sono visibili nei locali sotterranei dei palazzi nobiliari della zona. Una parte della cavea del Teatro è visibile nei corridoi dell'odierno Hotel Lunetta mentre altre strutture sono visibili nei sotterranei dell'hotel Sole.
| Planimetria del Campo Marzio meridionale |
| --- |
| Tevere Navalia Circus Flaminius Teatro di Marcello T. di Diana T. della Pietà T. di Giano T. di Giunone T. di Spes Tempio di Bellona Tempio di Apollo Sosiano Tempio di Giove Statore Tempio di Giunone Regina Portico d'Ottavia Portico di Filippo T. d'Ercole Portico d'Ottavio Teatro di Balbo Crypta Balbi Portico di Minucio T. delle Ninfe Diribitorium T. di Giuturna T. della Fortuna T. di Feronia T. dei Lari Permarini Curia di Pompeo Portico di Pompeo Teatro di Pompeo Tempio di Venere Vincitrice Templi di Marte e Nettuno Santuario di Ercole Magnus Custos Tempio di Castore e Polluce Ponte Fabricio Isola Tiberina Porticus Maximae T. di Vulcano Porticus Divorum Villa Publica Hecatostylum T. della Fortuna equestre Anfiteatro di Statilio Tauro (?) |